# Фарид Аббасов
Фарид Аббасов е азербайджански шахматист.

## Кариера
През 2004 г. спечелва вторият летен турнир в Алуща, Украйна, заедно с Муса Талеб (ОАЕ). Двамата събират по 11 т. от 15 партии, а в хода на състезанието Аббасов побеждава Талеб.
Азербайджанецът също е победител в открития шахматен фестивал „Мевлана“, проведен в турския град Кония през 2006 г. с резултат 7/8 т.
През 2008 г. Аббасов спечелва седмия открит турнир „La Fere“ с Андрей Сумец от Украйна и резултат 7/9 т. Следва успех на открития международен турнир „Купата на президента“ в Баку, където завършва на второ място на половин точка зад победителя Евгени Найер от Русия. Същата година участва в турската „İş Bank“ шахматна лига като състезател на „Tarsus Zeka Satranç“, но отборът му завършва на 12-о място от 16 възможни.